# Eurovia
Eurovia ist ein europäisches Straßenbauunternehmen mit Hauptsitz in Frankreich, welches zum Vinci-Konzern gehört.
Die EUROVIA GmbH entstand in Deutschland im Jahr 1999 durch die Zusammenführung und Umstrukturierung der Geschäftsbereiche der 1918 in Essen gegründeten Teerbau GmbH sowie der ab 1953 existierenden VBU Verkehrsbau Union GmbH aus Potsdam. Das Unternehmen ist heute hauptsächlich in Europa tätig, vor allem in Frankreich, Deutschland, Großbritannien, Tschechien, Slowakei, Polen und Spanien, arbeitet aber auch in den Vereinigten Staaten, Kanada und Chile.

## Tochterunternehmen
- Eurovia Deutschland